# 植草圭之助
植草 圭之助（うえくさ けいのすけ、1910年3月5日 - 1993年12月19日）は、日本の脚本家、小説家。本名は植草銈之助。音楽・映画評論で著名な植草甚一は従兄。

## 来歴・人物

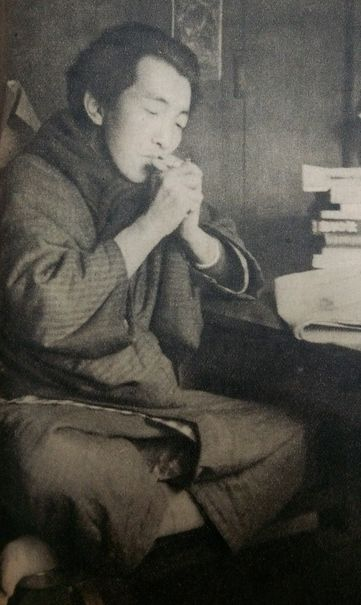
1948年

東京府生まれ。同年生まれの黒澤明とは文京区の黒田小学校（後の文京区立第五中学校）時代からの旧友だった。
京華商業高等学校中退。エキストラなどを経て、黒澤作品『素晴らしき日曜日』、『酔いどれ天使』の脚本を手がける。黒澤とはロシア文学等の良き話し相手だったが、1977年、月刊文藝春秋のグラビア記事「同級生交歓」制作での再会を機に絶交した。植草が「本木荘二郎のことを書く」と言ったのに対し、黒澤が「やめてほしい」、また「欲しい映像を得るためならば、一人や二人の犠牲はやむをえない」「西部劇のインディアンは滅びの民だ、同情もしなければ支援もしない」など黒澤が発言したのが原因である、と植草は述べている。

## 作品

### 脚本
- 今ひとたびの（1947年、東宝）
- 素晴らしき日曜日（1947年、東宝）
- 酔いどれ天使（1948年、東宝）
- 泣きぬれた人形（1951年、松竹）
- 森と湖のまつり（1958年、東映）
- 西遊記（1960年、東映）

### 著書
- 『冬の花 悠子：ある娼婦への鎮魂歌』文藝春秋、1973年 - 小説、直木賞候補作
  - 『冬の花：悠子』中公文庫、1982年
- 『けれど夜明けに わが青春の黒澤明』文藝春秋、1978年1月10日。ISBN 978-4163046402。
  - 『わが青春の黒沢明』文春文庫、1985年。